# Moncourt-Fromonville
Moncourt-Fromonville es una comuna francesa situada en el departamento de Sena y Marne, en la región de Isla de Francia.

## Historia
La comuna se denominó Montcourt-Fromonville hasta el 31 de diciembre de 2024.

## Demografía
| 481 | 500 | 614 | 1510 | 2183 | 2231 | 1908 |
| Para los censos de 1962 a 1999 la población legal corresponde a la población sin duplicidades (Fuente: INSEE [Consultar]) |     |     |      |      |      |      |